# راتشیتسه ناد تروتینوو
راتشیتسه ناد تروتینوو (به لاتین: Račice nad Trotinou) یک منطقهٔ مسکونی در جمهوری چک است که در ناحیه هرادتس کرالووه واقع شده‌است.